# Catharine Hermine Kølle
Catharine Hermine Kølle (født 29. februar 1788 på Snarøya i Asker (nu Bærum), Akershus ; død 27. august 1859 i Bergen) var en norsk vandrer, rejseskribent og maler, især kendt for sine beretninger fra mange fodture i Norge og i Europa, såvel som de akvareller hun malede efter skitser taget på rejserne.
Tegne- og maleundervisning havde hun modtaget som ganske ung ved besøg hos sin morbror David Monrad i København.
1803 boede familien i Kopervik på øen Karmøy, hvor moren blev syg og derfor sat i pleje. 1807 flyttede faren med de tre døtre Catharine, Helene og Ambrosia til Holmen i Ulvik i Hardanger, som blev Catharine Kølles faste holdepunkt livet ud. Efter farens død 1814 boede hun der med søstrene. Om vinteren inviterede de efter kirketid til samvær, hvor man udvekslede nyheder og læste højt fra bøger og aviser, det såkaldte "Ulviksparlamentet".
Anlednigen til Catharine Kølles mange vandringer de sidste årtier af hendes liv var et råd fra en læge i København som hun havde opsøgt i 1826. Han anbefalede hende at gå, og resten af livet foretog hun lange vandringer, hvor hun lavede skitser der senere om vinteren kunne danne grundlag for de mange akvareller. 
Catharine Kølle døde af kræft 1859. Naboen Ole Lekve arvede søstrene og overlod efterladte papirer og mange akvareller til Historisk Museum i Bergen. Universitetsbiblioteket dér har en stor samling skriftlig materiale, og Kølles rejsejournal fik Bergens Museum fra en slægtning, konsul Wollert D. Krohn.
| - Akvareller: Holmen ved Ulvik − Kølles faste opholdssted fra 1807 - Holmen i Ulvikpollen Familien flyttede hertil 1807 - Holmen i Ulvik |

| - Akvareller og eneste kendte oliemaleri af Catharine Kølle - Florenz. Fra en af Kølles rejser til Italien − Det formodede selvportræt i venstre hjørne - Udsigt over Skien, o. 1826 - Sylt i Tresfjorden, Romsdalen. Eneste kendte oliemaleri. Antagelig 1851 |

| - Fotos fra området ved Ulvik i bunden af Ulvikpollen - Ulvik i Hardangerfjorden (1890'erne). Kølles faste tilholdssted fra 1807 - Udsigt til Ulvik - Ulvik |